# Litefoot

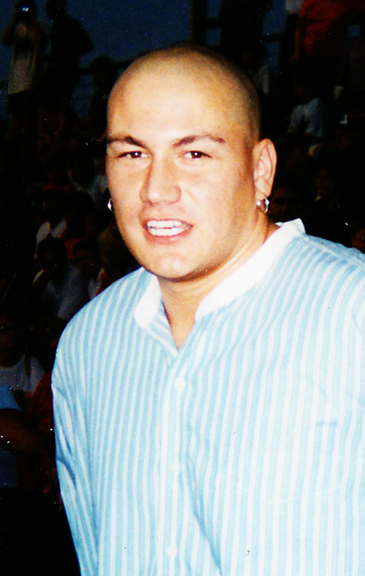
Litefoot (1995)

Litefoot (bürgerlich: Gary Paul Davis; * 1. März 1969 in Upland, Kalifornien) ist ein US-amerikanischer Filmschauspieler und Rapper.

## Leben
Litefoot hat sowohl Chichimeken als auch Cherokee als Vorfahren und wuchs in Tulsa im US-Bundesstaat Oklahoma in bescheidenen Verhältnissen auf. Nach der Scheidung seiner Eltern lebte er bei seiner Mutter, die als Dienstmädchen ihren Lebensunterhalt verdiente. Erst ein Stipendium ermöglichte, dass Litefoot die University of Tulsa besuchen konnte, wo neben American Football bald auch Rappen zu seiner Leidenschaft zählte. Mit dem Titel The Money wurde 1992 sein erstes Musikalbum veröffentlicht. Seit diesem Zeitpunkt hat er über 10 weitere Alben veröffentlicht, zuletzt 2008 unter dem Titel Relentless Pursuit.
Um seine Musik, wie auch die anderer US-amerikanischer Ureinwohner besser zu vermarkten, gründete er das Musiklabel Red Vinyl Records.
1995 debütierte Litefoot als Hauptdarsteller in Der Indianer im Küchenschrank auch als Filmschauspieler. Neben einer Nebenrolle in Kull, der Eroberer (1997) stand er zuletzt 2002 in Adaption – Der Orchideen-Dieb vor der Kamera. 2004 bekam er einen Gastauftritt in CSI: Miami.
Litefoot ist seit Juli 1997 mit der 10 Jahre jüngeren Carmen Davis verheiratet; das Paar, das seit 1999 einen gemeinsamen Sohn hat, lebt heute in Seattle (Washington).

## Filmografie (Auswahl)
- 1995: Der Indianer im Küchenschrank (The Indian in the Cupboard)
- 1997: Kull, der Eroberer (Kull the Conqueror)
- 1997: Mortal Kombat 2 – Annihilation (Mortal Kombat 2: Annihilation)
- 2002: Adaption – Der Orchideen-Dieb (Adaptation.)